# Список Героїв України — ліквідаторів наслідків Чорнобильської катастрофи
В ніч 26 квітня 1986 року о 1:23 стався вибух на четвертому енергоблоці Чорнобильської атомної електростанції. На даху реактора розгорнулася велика пожежа. Для гасіння цієї пожежі були підняті на тривогу караули 2-ї воєнізованої пожежної частини з охорони ЧАЕС під командуванням Володимира Правика та 6-ї самостійної воєнізованої пожежної частини з охорони м. Прип'ять під командуванням лейтенанта Віктора Кібенка. Повний контроль за ситуацією та гасінням пожежі взяв на себе майор внутрішньої служби Леонід Телятников. Близько сорока пожежників брали участь в гасінні. Після вибуху у повітря разом з димом піднялася велика кількість ізотопів цезія-137 зі збільшенням радіаційного фону. Усі пожежники, які брали участь в гасінні, отримали великі дози радіації. Багато пожежників померли від гострої променевої хвороби та радіаційних опіків за досить короткий період часу, але були ті, хто вижив. За героїчні дії та мужність пожежники були представлені до державних нагород Радянського Союзу, а деякі отримали найвище звання Героїв Радянського Союзу, серед них Віктор Кібенок (посмертно), Володимир Правік (посмертно) та Леонід Телятников, який вижив та після лікування продовжив службу у радянській, а потім і в українській пожежній охороні. У 1995 році він пішов на пенсію в званні генерал-майора, а у 2004 році помер від раку у місті Київ. Крім пожежників участь в гасінні брали працівники станції, вони займались вимкненням обладнання, розборами завалів, ліквідацією пожежі на обладнанні та іншою працею, а також міліціонери, які допомагали з організацією початкової та подальшої ліквідації, та лікарі, які першими прийняли поранених від вибуху та радіації.
Подвиги ліквідаторів відзначалися в Україні на державному рівні. Багато з них посмертно нагороджені державними відзнаками України, зокрема й найвищою — Герой України з врученням ордену «Золота Зірка». У 2006 році пожежникам Миколі Ващуку, Василю Ігнатенку,  Миколі Титеноку, Володимиру Тішурі та працівнику станції Олександру Лелеченку посмертно присвоєно це звання.
24 червня 2019 року звання Героя України з врученням ордену «Золота Зірка» присвоєно: Ананенку Олексію, Беспалову Валерію та Борису Баранову (посмертно). Вони були трьома добровольцями, які через кілька днів після вибуху спустилися у басейн-барботер та спустошили його. Це було зроблено для того, щоб розплавлений ядерний матеріал зруйнованого реактору не дістався води. Таким чином три інженери запобігли паровому вибуху, тим самим врятувавши світ від ще більшої катастрофи.

## Список
| ПІБ                            | Фотографія | Посада | Роки життя  | Довідка |
| ------------------------------ | ---------- | --- | ----------- | --- |
| Ананенко Олексій Михайлович    |            | старший інженер-механік реакторного цеху державного спеціалізованого підприємства «Чорнобильська АЕС» у 1983 - 1989 роках | нар. 1959   | Народився у м. Інта, РСФРР. У 1961 році з батьками переїхав до с. Тулинівка Тамбовської області, де 1977 році закінчив середню школу. З 1977 по 1983 рік навчався у МЕІ за спеціальністю "Атомні електростанції та установки", кваліфікація — інженер-теплофізик. З 1983 року працював оператором, а згодом старшим інженером-механіком реакторного цеху ЧАЄС. Після аварії був одним з трьох добровольців, які спустились у басейн-барботер та спустили воду, щоб запобігти потужному паровому вибуху. З 1989 по 2018 рік працював в різних установах, які займалися питаннями атомної енергетики, ядерної безпеки тощо. У квітні 2018 року пішов на пенсію. Указом президента України від 27 червня 2006 року «за героїзм і самовіддані дії, виявлені під час ліквідації аварії на Чорнобильській АЕС» присвоєно звання Героя України. |
| Баранов Борис Олександрович    |            | начальник зміни державного спеціалізованого підприємства «Чорнобильська АЕС» у 1976 - 2005 роках                          | 1940 — 2005 | Народився в с. Созінови, Кіровської області, РСФРР. З 1966 по 1976 рік працював черговим інженером станції теплоелектроцентралі заводу, пізніше начальником зміни електростанції ТЕЦ Криворізького металургійного заводу. У 1974 році закінчив Український заочний політехнічний інститут за фахом інженер-теплоенергетик. З 1976 року працював начальником зміни на Чорнобильській АЕС. Був одним з трьох добровольців, які спустились у басейн-барботер та спустили воду, щоб запобігти потужному паровому вибуху. Після аварії продовжив працю на ЧАЕС. Помер 6 квітня 2005 року. Указом президента України від 27 червня 2006 року «за героїзм і самовіддані дії, виявлені під час ліквідації аварії на Чорнобильській АЕС» присвоєно звання Героя України. |
| Беспалов Валерій Олексійович   |            | старший інженер турбінного цеху державного спеціалізованого підприємства «Чорнобильська АЕС» у 1986 році                  | нар. 1957   | Народився у с. Лесівка, Донецької області, УССР (зараз Покровський район). У 1980 році закінчив Одеський політехнічний інститут за фахом інженер-теплоенергетик. З 1980 року працював на Чорнобильській АЕС, починав з робочих посад, згодом став старшим інженером турбінного цеху. Був одним з трьох добровольців, які спустились у басейн-барботер та спустили воду, щоб запобігти потужному паровому вибуху. Після аварії продовжив працю на різних енергетичних підприємствах та установах. Указом президента України від 27 червня 2006 року «за героїзм і самовіддані дії, виявлені під час ліквідації аварії на Чорнобильській АЕС» присвоєно звання Героя України. |
| Ващук Микола Васильович        |            | пожежник, командир відділення, сержант                                                                                    | 1959—1986   | Народився в селі Велика Хайча. Закінчив 8 класів середньої школи, потім працював на заводі «Більшовик». З 1978—1980 служив у лавах радянської армії. У 1982 році прийнятий на службу у 6-ту СВПЧ. Одним з перших прибув на виклик після вибуху. Встановив автодробину муж 3-м та 4-м блоком, після чого його відділення проклало рукав на покрівлю. О 4:50 пожежа була локалізована. Отримав велику дозу радіації та помер. Помер 14 травня 1986 року в одній з лікарень Москви. Указом Президента України від 21 квітня 2006 року «за геройський подвиг в ім'я життя нинішніх і прийдешніх поколінь, особисту мужність і самопожертву, виявлені у ліквідації аварії на Чорнобильській АЕС» присвоєно звання Героя України. |
| Ігнатенко Василь Іванович      |            | пожежник, командир відділення, старший сержант                                                                            | 1961—1986   | Народився в смт. Брагін. Після закінчення середньої школи вчився у Гомельському училищі електротехніки, потім служив строкову службу у пожежній частині Москви. Після демобілізації намагався поступити на службу в пожежну частину м. Чернігів, але безрезультатно. Потім влаштувався у пожежну частину міста Прип'ять. Майстер спорту СРСР. Старший сержант Ігнатенко одним з перших взяв участь у гасінні пожежі 26 квітня. Отримав велику дозу радіації (1600 рентгенів). Операція по пересадці кісткового мозку не дала результатів. Помер 13 травня 1986 року у Москві. Указом Президента України від 21 квітня 2006 року «за геройський подвиг в ім'я життя нинішніх і прийдешніх поколінь, особисту мужність і самопожертву, виявлені у ліквідації аварії на Чорнобильській АЕС» присвоєно звання Героя України. |
| Лелеченко Олександр Григорович |            | заступник начальника енергетичного цеху                                                                                   | 1938—1986   | Народився в смт. (з 2007 року — село) Новооріхівка, Полтавської області, Україна. Навчався у Харківському льотному училищі на штурмана, потім на електроенергетичному факультеті Київського політеху. Працював на Слов'янській електростанції, потім у місті Енергодар на Запорізькій. З 1975 року був заступником начальника енергетичного цеху Чорнобильської АЕС. 26 квітня 1986 року після вибуху четвертого реактора Чорнобильської АЕС Олександр Григорович тричі ходив в електролізерну, щоб відключити подачу водню, до аварійних генераторів. По коліно у високоактивній воді він вивчав стан розподільних пристроїв, намагаючись дати напругу на живильні насоси. 3агальна доза опромінення, яку він отримав досягла 2500 рад. У Прип'ятській медчастині одержав першу допомогу (внутрішньовенне вливання фізрозчину), втік на блок і працював там іще декілька годин. Указом Президента України від 21 квітня 2006 року «за геройський подвиг в ім'я життя нинішніх і прийдешніх поколінь, особисту мужність і самопожертву, виявлені у ліквідації аварії на Чорнобильській АЕС» присвоєно звання Героя України. |
| Титенок Микола Іванович        |            | пожежник, старший сержант                                                                                                 | 1962—1986   | Народився в смт. Вільча. Закінчив середню школу, потім вчився в морехідному училищі. Три роки служив у місті Поті. Працював пожежником СВПЧ № 6. Під час пожежі до останнього виконував свої обов'язки, отримавши велику дозу радіації. Помер 16 травня 1986 року у Москві. Указом Президента України від 21 квітня 2006 року «за геройський подвиг в ім'я життя нинішніх і прийдешніх поколінь, особисту мужність і самопожертву, виявлені у ліквідації аварії на Чорнобильській АЕС» присвоєно звання Героя Україн. |
| Тішура Володимир Іванович      |            | старший пожежник, сержант                                                                                                 | 1959—1986   | Народився в смт. Сіверський, Ленінградської області, РСФСР. Закінчив середню школу. Працював монтажником та слюсарем. Потім поступив на службу в СВПЧ № 6 по м. Прип'ять. Першим прибув на пожежу та до останнього моменту виконував своє бойове завдання, доки не прибули допоміжні сили. Після чого був виведений зі складу та госпіталізований. Отримав дуже велику дозу радіації. Помер у Москві. Указом Президента України від 21 квітня 2006 року «за геройський подвиг в ім'я життя нинішніх і прийдешніх поколінь, особисту мужність і самопожертву, виявлені у ліквідації аварії на Чорнобильській АЕС» присвоєно звання Героя України. |

## Вшанування пам'яті
У багатьох містах України встановлені пам'ятники, відкриті меморіали та дошки героям, різні об'єкти названі їх іменами. У меморіальному комплексі жертв Чорнобильської катастрофи в Києві встановлені погруддя пожежникам-чорнобильцям Героям України. Ім'я Олександра Лелеченка вибито на одній з плит меморіалу Героям-чорнобильцям у Києві на перетині бульвару Верховної Ради та проспекту Миру.

Погруддя чотирьом пожежникам-чорнобильцям, яким присвоєно звання Героїв України
Погруддя Миколи Ващука у меморіальному комплексі жертв Чорнобильської катастрофи м. Київ
Погруддя Василя Ігнатенка у меморіальному комплексі жертв Чорнобильської катастрофи м. Київ
Погруддя Миколи Титенка у меморіальному комплексі жертв Чорнобильської катастрофи м. Київ
Погруддя Володимира Тішури у меморіальному комплексі жертв Чорнобильської катастрофи м. Київ

Пам'ятні знаки жертвам та ліквідаторам наслідків аварії на Чорнобильській АЕС
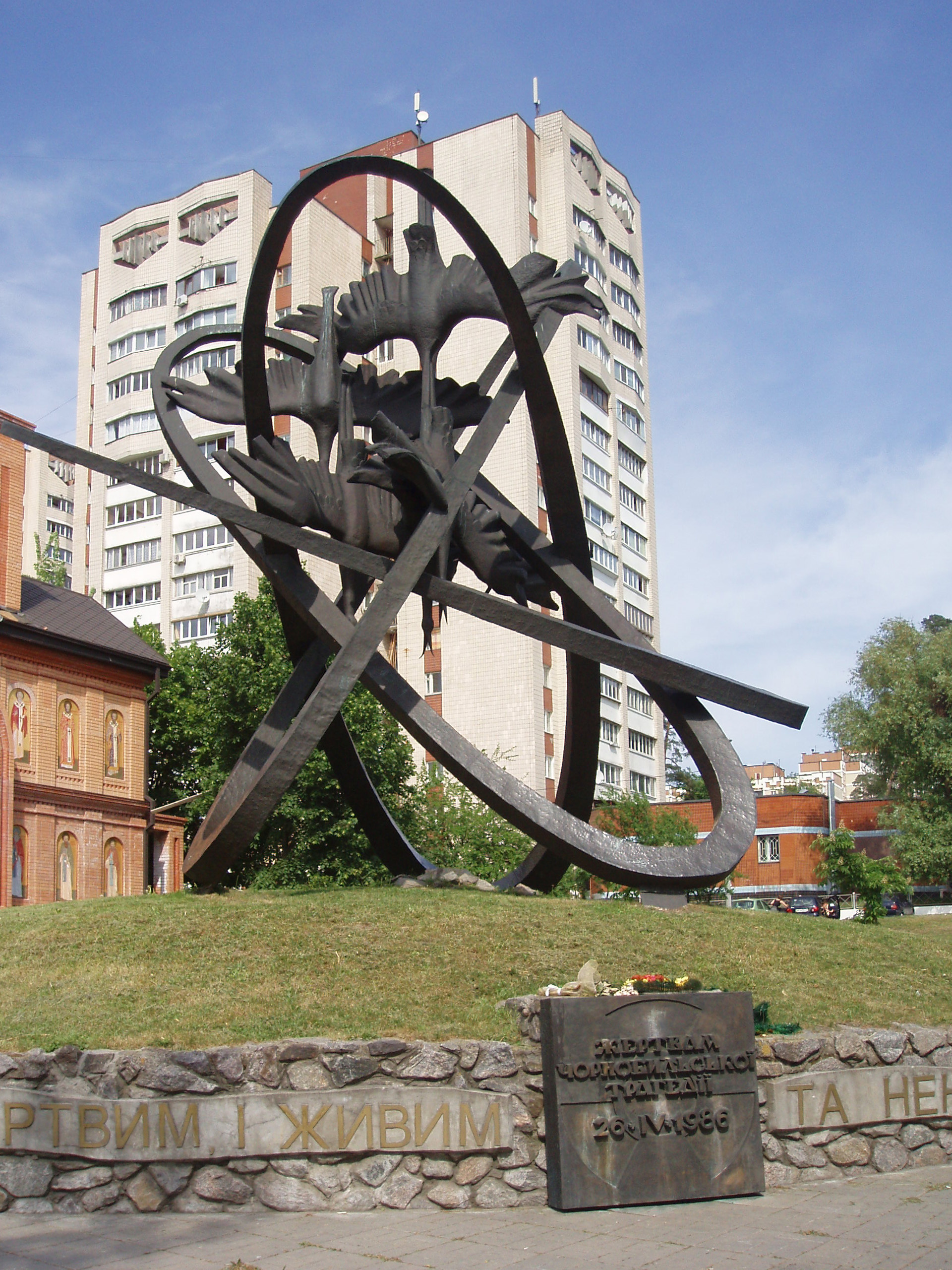
Пам'ятник жертвам Чорнобильської трагедії, м. Київ, побудований у 1994 році
Пам'ятник «Чорна біль» у м. Житомир
Пам'ятний знак жертвам Чорнобильської катастрофи в м. Чернігів
Пам'ятник ліквідаторам, смт Царичанка